# Globulinella halloyi
Globulinella halloyi là một loài rêu trong họ Pottiaceae. Loài này được Schiavone & G. M. Suarez mô tả khoa học đầu tiên năm 2009.